# Acerentulus apuliacus
Acerentulus apuliacus är en urinsektsart som beskrevs av Josef Rusek och Jörg Stumpp 1988. Acerentulus apuliacus ingår i släktet Acerentulus och familjen lönntrevfotingar. Inga underarter finns listade i Catalogue of Life.